# Maja Tatić
Maja Tatić es una cantante bosnia nacida en Serbia el 30 de octubre de 1970.

## Vida
A pesar de haber nacido en Belgrado, Maja se crio y se educó en Banja Luka, Bosnia & Herzegovina. A los 7 años ganó su primer concurso musical en Banja Luka. Durante muchos años fue miembro de la orquesta "Veselin Masleša", hasta que a los 17 años empezó su carrera profesional como miembro de los grupos Sonus, Skitnice y Monaco. Con esta última, grabó un álbum en Belgrado el cual nunca llegó a publicarse. En 1992 se fue a las Islas Canarias para hacer algunos espectáculos. Estuvo allí durante 8 años. En 2002 representó a Bosnia y Herzegovina en el Festival de la Canción de Eurovisión 2002 con la canción Na Jatsuku Za Dvoje con la que consiguió un 13º puesto. En 2003 actuó en el Festival de Suncane Skala en Montenegro y desde 2003 a 2005 actuó en varios concursos musicales obteniendo buenas posiciones. En 2004 lanzó su primer disco Lagali su me y actualmente se encuentra grabando el segundo.

## Discografía
- Lagali su me (2004)